# حمدي وهيبة
الفريق / حمدي وهيبة قائد عسكري مصري، من مواليد تلبنت قيصر إحدى قرى مركز طنطا التابع لمحافظة الغربية. شغل منصب رئيس أركان حرب القوات المسلحة خلفاً للفريق مجدي حتاتة، وكان قبلها قد شغل منصب قائد الجيش الثاني الميداني، ثم تولى منصب قائد قوات الحرس الجمهوري. وتولى بعدما أحيل إلى التقاعد منصب رئيس الهيئة العربية للتصنيع.